# Свети Брендан
Свети Брендан Навигатор енгл. Bréanainn of Clonfert (484. – 577.), познат и као Брендан Морепловац је ранохришћански ирски светитељ из 6. века. 
Рођен је 484. године у Клонфорту, у граду Трали (енгл. Tralee) округ Кери у Ирској, Од своје младости био је надахнут пустињачким идеалима египатских аскета. Већи део живота провео је у Клонфертском манастиру. Сматра се оснивачем бројних монашких заједница на ненастањеним острвима, као и пловећег манастира – на броду. Позната је по својим бројним мисионарска путовања, од којих су забелећена путовања на Исланд (551. године), и Гренланд (554. године). Постоји предање да је Свети Брендан у својим пловидбама стизао и до Северне Америке – Њуфаундленда, Бермуда и Флориде и тамо проповедао Јеванђеље.
Умро је 577. године.
Сматра се заштитником морепловаца и путника. Славе га православна и римокатоличка црква. 